# 島根県高等学校一覧
| 総数                  | 48校・4分校      |
| 国立                  | なし             |
| 公立                  | 38校・4分校      |
| 私立                  | 10校             |
| 教育委員会所在地      | 〒690-8501       |
| 島根県松江市殿町1番地 |                  |
| 公式サイト            | 島根県教育委員会 |

島根県高等学校一覧は、島根県内にある高等学校の一覧である。
全日制課程の存在しない高等学校については、定時制は「○○高等学校｛定時制｝」通信制は「○○高等学校｛通信制｝」定時制・通信制共に存在する場合は、定時制表記で記載する。

## 公立高等学校

### 県立高等学校
- 松江市の普通科3校には地域外10％、通学区外20％、出雲高校普通科には地域外5％の入学制限がある。
- 松江市の普通科3校および出雲高校普通科以外は、松江市立女子高も含めて全県学区で、各校共通で県外生4名まで入学可能。
- 県外生募集に積極的な高校は各校の裁量で5名以上の県外生受入枠がある。なお、安来、大東、飯南、江津工業、益田、益田翔陽の各高校は県外生の受入制限無し。

#### 松江市
- 島根県立松江北高等学校
- 島根県立松江南高等学校
- 島根県立松江東高等学校
- 島根県立松江商業高等学校
- 島根県立松江工業高等学校
- 島根県立松江農林高等学校
- 島根県立宍道高等学校（全日制・定時制・通信制）

#### 浜田市
- 島根県立浜田高等学校
- 島根県立浜田商業高等学校
- 島根県立浜田水産高等学校

#### 出雲市
- 島根県立平田高等学校
- 島根県立出雲高等学校
- 島根県立出雲商業高等学校
- 島根県立出雲工業高等学校
- 島根県立出雲農林高等学校
- 島根県立大社高等学校

#### 益田市
- 島根県立益田高等学校
- 島根県立益田翔陽高等学校

#### 大田市
- 島根県立大田高等学校
- 島根県立邇摩高等学校

#### 安来市
- 島根県立安来高等学校
- 島根県立情報科学高等学校

#### 江津市
- 島根県立江津高等学校
- 島根県立江津工業高等学校

#### 雲南市
- 島根県立大東高等学校
- 島根県立三刀屋高等学校
  - 掛合分校

#### 仁多郡
- 島根県立横田高等学校

#### 飯石郡
- 島根県立飯南高等学校

#### 邑智郡
- 島根県立島根中央高等学校
- 島根県立矢上高等学校

#### 鹿足郡
- 島根県立吉賀高等学校
- 島根県立津和野高等学校

#### 隠岐郡
- 島根県立隠岐高等学校
- 島根県立隠岐島前高等学校
- 島根県立隠岐水産高等学校

### 市立高等学校

#### 松江市
- 松江市立皆美が丘女子高等学校

## 私立高等学校
- 松江西高等学校（松江市）
- 開星高等学校（松江市）
- 立正大学淞南高等学校（松江市）
- 松徳学院高等学校（松江市）
- 出雲北陵高等学校（出雲市）
- 出雲西高等学校（出雲市）
- 石見智翠館高等学校（江津市）
- キリスト教愛真高等学校（江津市）
- 明誠高等学校（益田市）
- 益田東高等学校（益田市）